# Diecezja Churchill-Zatoka Hudsona
Diecezja Churchill-Zatoka Hudsona (łac. Dioecesis Churchillpolitana-Sinus de Hudson, ang. Diocese of Churchill-Hudson Bay, fr. Diocèse de Churchill-Baie d'Hudson) – rzymskokatolicka diecezja ze stolicą w Churchill, w prowincji Manitoba, w Kanadzie. Biskupstwo jest sufraganią metropolii Keewatin-Le Pas.
Obecnym biskupem Churchill-Zatoki Hudsona jest Polak Wiesław Krótki OMI. Sprawuje posługę na tej katedrze od 16 lutego 2013.
W 2006 w diecezji pracowało 7 zakonników i 1 siostra zakonna w tym polscy misjonarze.
Patronką diecezji jest św. Teresa od Dzieciątka Jezus.

## Historia
15 lipca 1925 z mocy decyzji Piusa XI, wyrażonej w brewe Divini verbi, erygowana została prefektura apostolska Zatoki Hudsona. Dotychczas wierni z tych terenów należeli do wikariatu apostolskiego Keewatin (obecnie archidiecezja Keewatin-Le Pas).
21 grudnia 1931 prefekturę apostolską Zatoki Hudsona papież podniósł do rangi wikariatu apostolskiego.
13 lipca 1945 część parafii wikariatu apostolskiego Zatoki Hudsona weszło w skład utworzonego w tym dniu wikariatu apostolskiego Labradoru (obecnie nieistniejącego).
13 lipca 1967 papież Paweł VI wyniósł wikariat apostolski Zatoki Hudsona do rangi diecezji i nadał mu nazwę diecezja Churchill.
29 stycznia 1968 diecezja zmieniła nazwę na obecną.

## Główne świątynie
- Katedra: Katedra świętych Męczenników Kanadyjskich i Matki Bożej Królowej Męczenników w Churchill

## Biskupi

### Prefekt apostolski Zatoki Hudsona
- Louis-Eugène-Arsène Turquetil OMI (1925 - 1931)

### Wikariusze apostolscy Zatoki Hudsona
- Louis-Eugène-Arsène Turquetil OMI (1931 - 1942)
- Marc Lacroix OMI (1942 - 1967)

### Biskup Churchill
- Marc Lacroix OMI (1967 - 1968)

### Biskupi Churchill-Zatoki Hudsona
- Marc Lacroix OMI (1968 - 1968)
- Omer Alfred Robidoux OMI (1970 - 1986)
- Reynald Rouleau OMI (1987 - 2013)
- Wiesław Krótki OMI (2013 - nadal)